# 인천병무지청
인천병무지청(仁川兵務支廳, Incheon Regional Military Manpower Administration)은 인천광역시 및 경기도 서부 지역에서 경인지방병무청장의 사무를 분장한 경인지방병무청의 소속기관이다. 2015년 7월 1일 발족하였으며, 인천광역시 미추홀구 노적산로 76에 위치하고 있다. 지청장은 서기관 또는 기술서기관으로 보하되, 「행정기관의 조직과 정원에 관한 통칙」 제27조제3항에 따라 상호이체하여 배정·운영하는 부이사관 또는 서기관으로 보할 수 있다.

## 연혁
- 2015년 7월 1일: 경인지방병무청으로의 관할구역 중 인천광역시와 경기도 서부 지역 일부를 이관받아 인천병무지청을 설치.[2]

## 관할구역
- 인천광역시
- 경기도 광명시, 부천시, 김포시, 시흥시, 안산시

## 조직

### 지청장
- 운영지원과[3]
- 병역판정검사과[4]
- 현역입영과[5]
- 동원관리과[5]
- 사회복무과[5]
- 고객지원과[6]